# 救急救命士養成所
救急救命士養成所（きゅうきゅうきゅうめいしようせいじょ）とは、厚生労働省の定める養成課程を有し救急救命士の国家試験受験資格者を養成するための施設。救急救命士学校とも呼ばれる。
- ○民間養成機関：専門学校あるいは大学。2年制・夜間コースもあるが、多くは3年制の専門学校。凡そ1年間で150万～200万の学費が必要である。
- ○公的養成機関：一定の経験を有する救急隊員から救命士を内部養成する「救命士養成所」(6ヶ月課程）。
- 養成所の中には救命士取得者に対する継続・追加教育を行う機能・役割を有する機関がある
- 大学院：修士・博士課程も存在する(日本体育大学・国士舘大学・帝京平成大学・杏林大学・千葉科学大学に関連専攻有）

修士課程には消防本部在職者の為のコースも存在する

## 学校一覧

### 大学
2022年現在、大学である救急救命士養成所は、募集停止校を除き18校存在する。
| 学校名           | 学部名               | 学科名                       | 専攻・コース名      | 所在地         |
| ---------------- | -------------------- | ---------------------------- | ------------------- | -------------- |
| 東北福祉大学     | 健康科学部           | 医療経営管理学科             |                     | 宮城県仙台市   |
| 上武大学         | ビジネス情報学部     | スポーツ健康マネジメント学科 | 救急救命士コース    | 群馬県伊勢崎市 |
| 千葉科学大学     | 危機管理学部         | 保健医療学科                 | 救急救命学コース    | 千葉県銚子市   |
| 帝京平成大学     | 健康医療スポーツ学部 | 医療スポーツ学科             | 救急救命士コース    | 千葉県市原市   |
| 杏林大学         | 保健学部             | 救急救命学科                 |                     | 東京都三鷹市   |
| 国士舘大学       | 体育学部             | スポーツ医科学科             |                     | 東京都世田谷区 |
| 帝京大学         | 医療技術学部         | スポーツ医療学科             | 救急救命士コース    | 東京都板橋区   |
| 帝京平成大学     | 健康メディカル学部   | 医療科学科                   | 救急救命士コース    | 東京都豊島区   |
| 日本体育大学     | 保健医療学部         | 救急医療学科                 |                     | 東京都世田谷区 |
| 新潟医療福祉大学 | 医療技術学部         | 救急救命学科                 |                     | 新潟県新潟市   |
| 朝日大学         | 保健医療学部         | 救急救命学科（2025年度から） |                     | 岐阜県瑞穂市   |
| 東海学院大学     | 人間関係学部         | 心理学科                     | ※カリキュラムを用意 | 岐阜県各務原市 |
| 愛知淑徳大学     | 健康医療科学部       | スポーツ・健康医科学科       | 救急救命学専攻      | 愛知県長久手市 |
| 中部大学         | 生命健康科学部       | スポーツ保健医療学科         |                     | 愛知県春日井市 |
| 京都橘大学       | 健康科学部           | 救急救命学科                 |                     | 京都府京都市   |
| 明治国際医療大学 | 保健医療学部         | 救急救命学科                 |                     | 京都府南丹市   |
| 川崎医療福祉大学 | 医療技術学部         | 健康体育学科                 |                     | 岡山県倉敷市   |
| 倉敷芸術科学大学 | 生命科学部           | 健康科学科                   |                     | 岡山県倉敷市   |
| 広島国際大学     | 保健医療学部         | 救急救命学科                 |                     | 広島県東広島市 |
| 東亜大学         | 医療学部             | 医療工学科                   | 救急救命コース      | 山口県下関市   |
| 帝京大学         | 福岡医療技術学部     | 医療技術学科                 | 救急救命士コース    | 福岡県大牟田市 |

### 短期大学
2022年現在、短期大学である救急救命士養成所は、募集停止校を除き1校存在する。
| 学校名                     | 学科名       | 修業年限 | 所在地       |
| -------------------------- | ------------ | -------- | ------------ |
| 弘前医療福祉大学短期大学部 | 救急救命学科 | 3年制    | 青森県弘前市 |

### 専修学校・各種学校
2022年現在、専修学校、または各種学校である救急救命士養成所は、募集停止校を除き27校存在する。
| 学校名                             | 学科名           | 修業年限 | 所在地         |
| ---------------------------------- | ---------------- | -------- | -------------- |
| 北海道ハイテクノロジー専門学校     | 救急救命士学科   | 3年制    | 北海道恵庭市   |
| 吉田学園医療歯科専門学校           | 救急救命学科     | 3年制    | 北海道札幌市   |
| 国際医療福祉専門学校一関校         | 救急救命学科     | 2年制    | 岩手県一関市   |
| 国際医療看護福祉大学校             | 救急救命士科     | 2年制    | 福島県郡山市   |
| 晃陽看護栄養専門学校               | 救急救命学科     | 2年制    | 茨城県古河市   |
| つくば栄養医療調理製菓専門学校     | 救急救命学科     | 2年制    | 茨城県牛久市   |
| さくら総合専門学校                 | 救急救命科       | 2年制    | 栃木県さくら市 |
| 太田医療技術専門学校               | 救急救命学科     | 3年制    | 群馬県太田市   |
| 国際医療福祉専門学校               | 救急救命学科     | 2年制    | 千葉県千葉市   |
| 首都医校                           | 救急救命学科     | 3年制    | 東京都新宿区   |
| 東京医薬専門学校                   | 救急救命士科     | 3年制    | 東京都江戸川区 |
| 湘央生命科学技術専門学校           | 救急救命学科     | 3年制    | 神奈川県綾瀬市 |
| 湘南医療福祉専門学校               | 救急救命科       | 3年制    | 神奈川県横浜市 |
| 新潟医療技術専門学校               | 救急救命士科     | 3年制    | 新潟県新潟市   |
| 長野救命医療専門学校               | 救急救命士学科   | 3年制    | 長野県東御市   |
| 国際医療福祉専門学校七尾校         | 救急救命学科     | 3年制    | 石川県七尾市   |
| 東海医療工学専門学校               | 救急救命科       | 2年制    | 愛知県みよし市 |
| 名古屋医専                         | 救急救命学科     | 3年制    | 愛知県名古屋市 |
| 大阪医専                           | 救急救命学科     | 3年制    | 大阪府大阪市   |
| 大原簿記専門学校大阪校             | 救急救命士       | 3年制    | 大阪府大阪市   |
| 東洋医療専門学校                   | 救急救命士学科   | 3年制    | 大阪府大阪市   |
| 神戸医療福祉専門学校三田校         | 救急救命士科     | 2年制    | 兵庫県三田市   |
| 福山医療専門学校                   | 救急救命学科     | 3年制    | 広島県福山市   |
| 公務員ビジネス専門学校             | 救急救命士学科   | 3年制    | 福岡県福岡市   |
| 福岡医健・スポーツ専門学校         | 救急救命公務員科 | 3年制    | 福岡県福岡市   |
| 熊本総合医療リハビリテーション学院 | 救急救命学科     | 2年制    | 熊本県熊本市   |
| SOLA沖縄保健医療工学院             | 救急救命士学科   | 3年制    | 沖縄県宜野湾市 |

### 消防職員対象
2022年現在、消防職員を対象とした救急救命士養成所は、募集停止校を除き11校存在する。
| 学校名                               | 学科名             | 所在地           |
| ------------------------------------ | ------------------ | ---------------- |
| 札幌市消防学校                       | 救急救命士養成所   | 北海道札幌市     |
| 埼玉県消防学校                       | 救急救命士養成課程 | 埼玉県さいたま市 |
| 東京消防庁消防学校                   | 救急救命士養成課程 | 東京都渋谷区     |
| 救急救命東京研修所                   |                    | 東京都八王子市   |
| 横浜市救急救命士養成所               |                    | 神奈川県横浜市   |
| 名古屋市救急救命研修所               |                    | 愛知県名古屋市   |
| 京都市消防学校                       | 救急救命士養成課程 | 京都府京都市     |
| 大阪市消防局高度専門教育訓練センター | 救急救命士養成課程 | 大阪府大阪市     |
| 兵庫県消防学校                       | 救急救命士養成課程 | 兵庫県三木市     |
| 広島市消防局救急救命士養成所         |                    | 広島県広島市     |
| 救急救命九州研修所                   |                    | 福岡県北九州市   |

### 自衛隊員対象
2022年現在、自衛隊員を対象とした救急救命士養成所は、募集停止校を除き2校存在する。
| 学校名                           | 学科名                     | 修業年限 | 所在地           |
| -------------------------------- | -------------------------- | -------- | ---------------- |
| 陸上自衛隊衛生学校               | 救急救命士課程             | 1年制    | 東京都目黒区     |
| 自衛隊横須賀病院救急救命士養成所 | 海曹士専修科救急救命士課程 | 1年制    | 神奈川県横須賀市 |